# فيمي برانش
فيمي برانش (بالإنجليزية: Femi Branch)‏ هو ممثل نيجيري، ولد في 14 مايو 1970 في ساغامو ‏ في نيجيريا.